# Чемпионат Европы по самбо 2002
XXI Чемпионат Европы по самбо 2002 года прошёл 11-12 мая в городе Кунео (Италия).

## Медалисты

### Мужчины
| Весовая категория | Золото                        | Серебро                         | Бронза                                                  |
| ----------------- | ----------------------------- | ------------------------------- | ------------------------------------------------------- |
| до 52 кг          | Аршак Казарян · Россия        | Костадин Табаков · Болгария     | Андрей Курлыпо · Беларусь Хосе Ангел Эстеве · Испания   |
| до 57 кг          | Дамир Гильванов · Россия      | Хаким Назаралиев · Азербайджан  | Артур Геворгян · Армения Акакий Ханишвили · Грузия      |
| до 62 кг          | Денис Мухин · Россия          | Дмитрий Базылев · Беларусь      | Сехриман Агаев · Азербайджан Яким Ранков · Болгария     |
| до 68 кг          | Виктор Савинов · Украина      | Галиб Гумбатов · Азербайджан    | Алексей Галкин · Россия Хизри Мирзоев · Беларусь        |
| до 74 кг          | Константин Семёнов · Беларусь | Михаил Мартынов · Россия        | Арчил Чохели · Грузия Стив Ям · Франция                 |
| до 82 кг          | Мурат Агиров · Россия         | Магомед Абдулганилов · Беларусь | Николоз Библашвили · Грузия Дмитрий Кальченко · Украина |
| до 90 кг          | Юрий Сеножатский · Украина    | Гиви Шубитидзе · Грузия         | Никола Саватович · Югославия Роман Зубов · Россия       |
| до 100 кг         | Максим Брянов · Россия        | Юрий Рыбак · Беларусь           | Каролис Усинскас · Литва Фабиен Дюпуа · Франция         |
| свыше 100 кг      | Леонид Свирид · Беларусь      | Адам Делок · Россия             | Игорь Горбоконь · Украина Рати Перадзе · Грузия         |

#### Командный зачёт
1. Россия;
2. Беларусь;
3. Грузия;
4. Азербайджан
5. Украина;
6. Болгария;
7. Франция;
8. Литва;
9. Испания;
10. Армения;
11. Югославия;
12. Германия;
13. Греция;
14. Швеция.

### Женщины
| Весовая категория | Золото                     | Серебро                         | Бронза                                                |
| ----------------- | -------------------------- | ------------------------------- | ----------------------------------------------------- |
| до 48 кг          | Татьяна Шишкина · Россия   | Тамара Карапетян · Украина      | Согник Геворгян · Армения Абуя Нунес · Испания        |
| до 52 кг          | Татьяна Зенченко · Россия  | Мария Делмар Перальта · Испания | Ирина Павникова · Болгария Галина Томяк · Украина     |
| до 56 кг          | Елена Троян · Россия       | Ивана Ремицкая · Украина        | Элиза Ражева · Болгария Миневра Монтера · Испания     |
| до 60 кг          | Марина Фесенко · Россия    | Ольга Панчук · Украина          | Боряна Заборина · Болгария Инесса Миленина · Литва    |
| до 64 кг          | Надежда Покора · Украина   | Аврора Фернандо · Испания       | Наталья Мельникова · Россия Лаура Рубинскайте · Литва |
| до 68 кг          | Юлия Семёнова · Россия     | Наталья Смаль · Украина         | Анна Андрэ · Франция                                  |
| до 72 кг          | Мария Семенюк · Украина    | Дацил Лопес · Испания           | Юлия Максименкова · Россия Инета Беглековайте · Литва |
| до 80 кг          | Оксана Болтенкова · Россия | Светлана Кузнецова · Украина    | Светлана Ткач · Молдова Ева Рузгите · Литва           |
| свыше 80 кг       | Юлия Борисик · Беларусь    | Анастасия Колкова · Россия      | Мелани Осбило · Франция                               |

#### Командный зачёт
1. Россия;
2. Украина;
3. Испания;
4. Литва;
5. Болгария;
6. Беларусь;
7. Франция;
8. Армения;
9. Молдова;
10. Швеция.